# Harpalomimetes
Harpalomimetes es un  género de coleópteros adéfagos de la familia Carabidae.

## Especies
Comprende las siguientes especies:
- Harpalomimetes orbicollis N. Ito, 1995
- Harpalomimetes schaubergeri Jedlicka, 1932
- Harpalomimetes shibatai Habu, 1969